# Ornai (Ort)
Ornai ist ein osttimoresischer Ort im Suco Cotolau (Verwaltungsamt Laulara, Gemeinde Aileu).

## Geographie und Einrichtungen
Das Dorf Ornai liegt im Nordosten der Aldeia Ornai, in einer Meereshöhe von 841 m. Die Siedlung erstreckt sich etwa über fast anderthalb Kilometer entlang der Straße, die die Aldeia durchquert. An der Straße liegt südwestlich auch das Nachbardorf Borolete. Nach Osten passiert man einzelne Häuser an der Straße, bevor man das zweitgrößte Siedlungszentrum der Aldeia Cotolau erreicht.
Im Ort Ornai befindet sich das Haus des Chefe de Suco von Cotolau.